# Merope (Tochter des Oinopion)
Merope (altgriechisch Μερόπη Merópē) ist in der griechischen Mythologie
die Tochter des Oinopion, des Königs von Chios, und der Nymphe Helike.
Orion kam nach Chios, verliebte sich in Merope und säuberte ihr zuliebe die Insel von wilden Tieren. Oinopion lehnte ihn als Freier aber ab. Daraufhin wurde Merope von Orion vergewaltigt und dieser infolgedessen aus Rache von Oinopion im Schlaf geblendet und von der Insel geworfen.